# Bourron-Marlotte
Bourron-Marlotte ist eine französische Gemeinde mit 2.782 Einwohnern (Stand: 1. Januar 2022) im Département Seine-et-Marne der Region Île-de-France. Sie gehört zum Arrondissement Fontainebleau und zum Kanton Fontainebleau. Die Einwohner werden Bourronais-Marlottins(es) genannt.
In der zweiten Hälfte des 19. Jahrhunderts wurde der Ort von mehreren impressionistischen Malern besucht, darunter Alfred Sisley, Pierre-Auguste Renoir und Paul Cézanne. Der Bahnhof Bourron-Marlotte-Grez hat Bahnverbindungen nach Montargis, Melun und Paris.

## Geographie
Bourron-Marlotte liegt zwischen dem Wald von Fontainebleau und dem Fluss Loing. Umgeben wird Bourron-Marlotte von den Nachbargemeinden Fontainebleau im Norden, Montigny-sur-Loing im Osten, La Genevraye im Südosten, Grez-sur-Loing im Süden und Südwesten sowie Recloses im Westen. 

## Bevölkerungsentwicklung
| Jahr      | 1962 | 1968 | 1975 | 1982 | 1990 | 1999 | 2006 | 2012 |
| Einwohner | 2407 | 2276 | 2417 | 2325 | 2424 | 2737 | 2858 | 2647 |

## Sehenswürdigkeiten
- Kirche Saint-Sévère aus dem 12. Jahrhundert, Monument historique
- Schloss Bourron aus dem 17. Jahrhundert, Monument historique

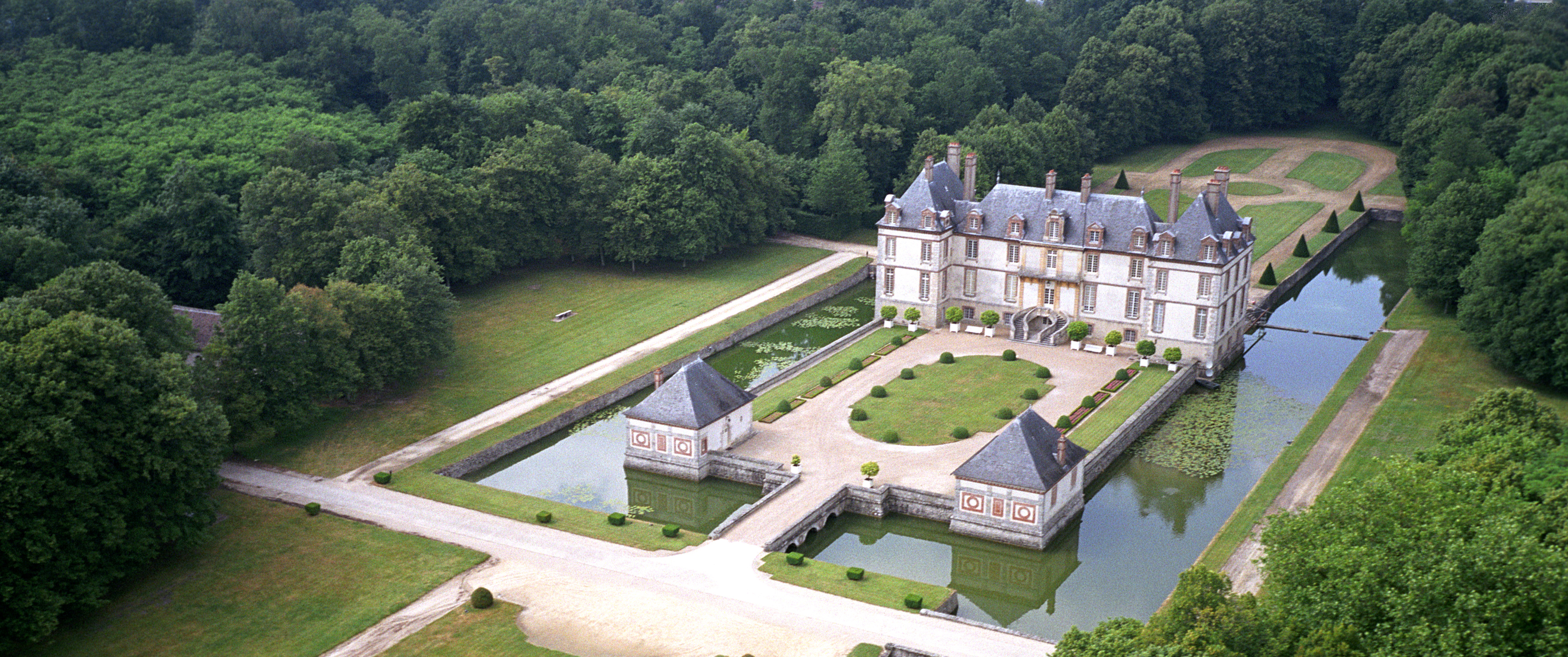
Schloss Bourron

## Persönlichkeiten
- Émile-Aubert Lessore (1805–1876), Maler und Keramiker
- Célestin Nanteuil (1813–1873), Maler
- Auguste Allongé (1833–1898), Maler
- Gustave Bloch (1848–1923), Historiker